# Esko Järvinen
Kauko Esko Järvinen  (ur. 15 grudnia 1907 w Lahti, zm. 7 marca 1976 w Helsinkach) – fiński skoczek narciarski i kombinator norweski, brązowy medalista mistrzostw świata w kombinacji.

## Kariera
Uczestniczył w zawodach w latach 20. i 30. XX wieku. W 1926 wystąpił na mistrzostwach świata w Lahti, gdzie zawody w kombinacji ukończył na szóstej pozycji, choć na trasie biegu uzyskał trzeci czas. Dwa lata później, podczas igrzysk olimpijskich w Sankt Moritz zajął 22. miejsce w konkursie skoków. Na tych samych igrzyskach wystartował w kombinacji, uzyskując szesnasty wynik w skokach i trzeci na trasie biegu co dało mu ostatecznie piąte miejsce. Na igrzyskach w Sankt Moritz Järvinen wziął także udział w zawodach pokazowych w patrolu wojskowym, wspólnie z kolegami zajmując drugie miejsce.
Swój największy sukces w karierze osiągnął na mistrzostwach świata w Zakopanem w 1929, gdzie zajął trzecie miejsce. Wyprzedzili go tylko dwaj Norwegowie: zwycięzca Hans Vinjarengen oraz srebrny medalista Ole Stenen. W walce o trzecie miejsce Fin minimalnie wyprzedził Polaka Bronisława Czecha.
Jego starszy brat Erkki Järvinen był lekkoatleta specjalizującym się w trójskoku, olimpijczykiem z 1928.

## Osiągnięcia w kombinacji

### Igrzyska olimpijskie
| Miejsce | Dzień     | Rok  | Miejscowość  | Konkurencja   | Wynik zwycięzcy | Strata     | Zwycięzca            |
| ------- | --------- | ---- | ------------ | ------------- | --------------- | ---------- | -------------------- |
| 5.      | 18 lutego | 1928 | Sankt Moritz | Indywidualnie | 17,833 pkt      | -3,023 pkt | Johan Grøttumsbråten |

### Mistrzostwa świata
| Miejsce | Dzień    | Rok  | Miejscowość | Konkurencja   | Wynik zwycięzcy | Strata     | Zwycięzca            |
| ------- | -------- | ---- | ----------- | ------------- | --------------- | ---------- | -------------------- |
| 6.      | 4 lutego | 1926 | Lahti       | Indywidualnie | 37,125 pkt      | -5,606 pkt | Johan Grøttumsbråten |
| 3.      | 5 lutego | 1929 | Zakopane    | Indywidualnie | 452,10 pkt      | -20,40 pkt | Hans Vinjarengen     |

## Osiągnięcia w skokach

### Igrzyska olimpijskie
| Miejsce | Dzień     | Rok  | Miejscowość  | Konkurencja   | Wynik zwycięzcy | Strata     | Zwycięzca    |
| ------- | --------- | ---- | ------------ | ------------- | --------------- | ---------- | ------------ |
| 22.     | 18 lutego | 1928 | Sankt Moritz | Indywidualnie | 19,208 pkt      | -5,230 pkt | Alf Andersen |